# Бакзянг (провинция)
Бакзя́нг (вьет. Bắc Giang) — провинция на севере Вьетнама. Расположена в горном районе, в центре историко-географического региона Бакбо. С северной стороны граничит с провинцией Лангшон, с востока — с провинцией Куангнинь, с запада — с провинцией Тхайнгуен и агломерацией Ханоя, с юга — с провинциями Бакнинь и Хайзыонг.

## География

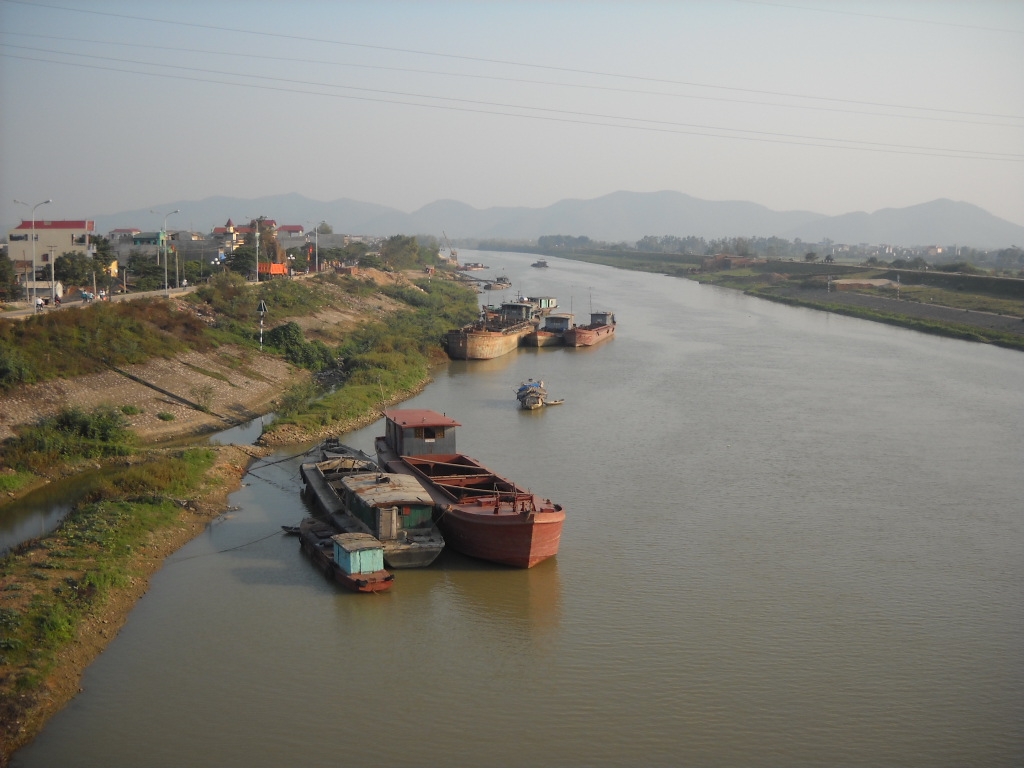
На реке Кау в уезде Вьетйен

Площадь провинции Бакзянг составляет 3 827,7 км², что составляет 1,2 % от общей площади, занимаемой Вьетнамом. По данным на 2000 год, 32,4 % территории провинции занимают сельскохозяйственные угодья; 28,9 % — леса; остальная площадь провинции зянята горами, реками и другими неиспользуемыми и малоиспользуемыми территориями.
Бакзянг является предгорным районом, расположенным между горами на севере и долиной реки Красная на юге. Горы на севере провинции покрывают леса. Территория Бакзянг простирается веером между двумя горными цепями, которые сходятся на юго-западе провинции и расходятся к северо-востоку, — это хребты Донгчиеу и Бакшон. Наивысшая точка провинции — гора Йенты (в одноимённом заповеднике) высотой 1 064 м над уровнем моря — входит в горную систему Донгчиеу, лежащую на востоке и юго-востоке, на границе с провинцией Куангнинь. Средняя высота хребта колеблется в пределах 300—900 м над уровнем моря. Хребет Бакшон пролегает на северо-западе провинции по территории уезда Йентхе. Средняя высота этой горной цепи составляет 300—500 м над уровнем моря. Склоны Бакшона носят выпуклый характер и, в основном, отличаются значительной степенью пологости. Горные северо-восточные районы Бакзянг, граничащие с Куангнинь, заняты девственным лесом Кхеро площадью 7 153 га. Животная и растительная биологическая система этого леса представлена 236 видами деревьев, 255 видами лекарственных растений, 37 видами животных, 73 видами птиц и 18 видами пресмыкающихся.

## Административное деление
Провинция Бакзянг состоит из:
| №  | Город / уезд | Вьетнамское написание | Статус                           | Население, чел. (2009) |
| -- | ------------ | --------------------- | -------------------------------- | ---------------------- |
| 1  | Бакзянг      | Bắc Giang             | город провинциального подчинения | 101 133                |
| 2  | Йентхе       | Yên Thế               | уезд                             | 92 702                 |
| 3  | Танйен       | Tân Yên               | уезд                             | 158 547                |
| 4  | Лукнган      | Lục Ngạn              | уезд                             | 204 416                |
| 5  | Хьепхоа      | Hiệp Hòa              | уезд                             | 213 002                |
| 6  | Лангзянг     | Lạng Giang            | уезд                             | 196 412                |
| 7  | Шондонг      | Sơn Động              | уезд                             | 68 724                 |
| 8  | Лукнам       | Lục Nam               | уезд                             | 198 358                |
| 9  | Вьетйен      | Việt Yên              | уезд                             | 159 936                |
| 10 | Йензунг      | Yên Dũng              | уезд                             | 160 901                |
|    | Всего        |                       |                                  | 1 554 131              |

## Население

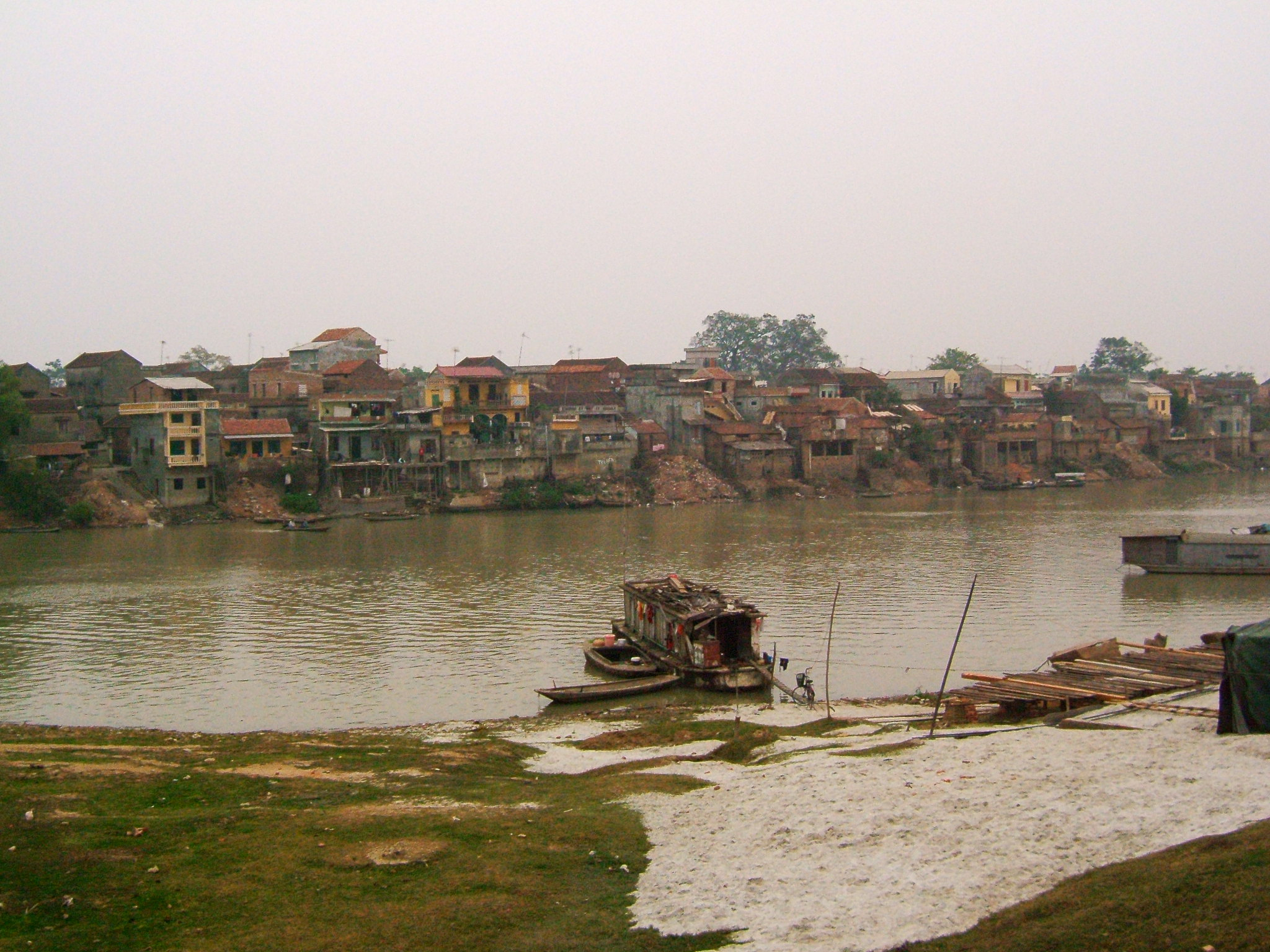
Уезд Вьетйен

Согласно цифрам 1999 года, население провинции составляло 1 492 899 человек (к 2009 году оно выросло до 1 555 720 жителей), из них в трудоспособном возрасте было приблизительно 888 тыс. человек (или около 48 % всего населения провинции), из которых 87,7 % приходилось на сельскохозяйственных работников.
В 2002—2003 гг. число школьников, обучавшихся в общеобразовательной школе, было около 370 тыс., преподавательский состав насчитывал 14,2 тыс. человек. В это время в провинции работало 1894 врача.
В 1999 на территории провинции проживало 27 народностей, самой многочисленной из которых являлись вьеты, насчитывавшие 1 315 098 человек (или 88 % от общего населения). Нунгов насчитывалось 66 825 человек (4,5 %), таев — 38 191 (2,5 %), шанов — 23 872 (1,6 %), шанзиу — 23 779 (1,6 %), хоа — 17 375 (1,16 %), яо — 7 337 (0,4 %), численность остальных народностей в общей сложности составляет менее 0,3 %.
В провинции доминируют две религии: буддизм и христианство (католицизм). По официальным данным, в 2002 году в провинции Бакзянг 120 037 человек отнесли себя к буддистам, в то время как численность буддийского духовенства составляла 71 человек; христианство исповедовало 24 610 человек в 58 общинах, которые составляли 75 приходов, клир насчитывал 315 священнослужителей.
На 2007 год насчитывалось 8 тыс. человек, уехавших из провинции работать в другие страны. В 2007 году общее число семей, живших на уровне бедности, составляло 21,28 %, что на 3,76 % ниже, чем в предыдущем году. В 2002 году во многих общинах провинции на уровне бедности жили более чем 30 % населения.

## Экономика
В 2007 году рост ВВП провинции составил 10,2 %, тогда как в 2006 году этот показатель был на уровне 5 %. Удельный вес сельского хозяйства, лесной промышленности и речных промыслов снизился с 39,8 % в 2006 году до 37 % в 2007 году, промышленное производство выросло с 25,3 % до 28,8 %, доля сферы обслуживания упала на 0,7 % до 34,2 %. Общая стоимость экспорта в 2007 году превысила 110,7 млн. долларов США, из них сельскохозяйственных продуктов было экспортировано на сумму 10,8 млн. долларов США (около 9,8 % от общего экспорта провинции).
В 2007 году в провинции начали реализовывать 13 проектов с прямыми иностранными инвестициями с суммарным уставным капиталом свыше 149 млн. долларов США.

## Достопримечательности
В Бакзянге сохранился ряд общинных домов (диней), наиболее известные из которых старейший динь, дошедший до наших дней, Лохань, а также дини Тхоха и Фулао.

## Родились
Хоанг Нгу Фук — вьетнамский полководец XVIII века.